# نينبورغ (مقاطعة)
نينبورغ هي مقاطعة (Landkreis) في ساكسونيا السفلى، ألمانيا. ويحدها (من الغرب ومع عقارب الساعة) مقاطعات ديبهولتس (Diepholz (district)) وفردن (Verden (district)) وهايديكرايس وهانوفر وشاومبورغ، ومن ولاية شمال الراين - ويستفاليا (مقاطعة مندن - لوبيكه (Minden-Lübbecke)).

## روابط خارجية
- Official website (بالألمانية)
- Non-Official website (بالألمانية)
- General Nienburger Internet meeting place (بالألمانية)

نظام إحداثيات جغرافي: 52°40′N 9°10′E / 52.67°N 9.17°E